# Підгурська Оксана Петрівна
Окса́на Петрі́вна Підгу́рська (* 1980) — українська волейболістка; майстер спорту України (2012).

## З життєпису
Народилася 1980 року в місті Рівне. 2002 року закінчила навчання у «Міжнародному економіко-гуманітарному університеті імені академіка Степана Дем'янчука» — за спеціальністю «менеджмент організаціі». 2007 року здобула другу вищу освіту — в тому ж університеті закінчила факультет здоров'я, фізичної культури і спорту. Спеціаліст з фізичної реабілітації, викладач фізичного виховання.
В 1995—1997 роках — гравець-стажер ВК «Полісянка» (Житомир). 1997—2008 роки — гравець ВК «Регіна». У 2008—2009 роках — гравець команди ВК «Рось» (університет істам Біла Церква. З 2009 по 2010 рік — гравець команди ВК «Іхтісадчі» (Баку). 2010—2011 — у складі команди Керкінітіда. Від 2011 по 2013 рік — у складі команди ВК «Континіум університет»; брала участь у Кубку України з волейболу серед жінок 2011—2012.
Оксана закінчила волейбольну кар'єру як гравець у 2013 році, однак продовжує її, тренуючи жіночу збірну Рівненського національного університету водного господарства та природокористування, а також працює фітнес тренером.
З 2003 року виховує доньку, Кароліну Романівну Підгурську, яка продовжила мамин спортивний шлях і також із 15-ти років грає в українській суперлізі (клуби: 2018—2021 «Регіна МЕГУ», м. Рівне; 2021—2022 «Полісся ЖДУ», м. Житомир), з 2018 року була гравчинею юніорської дівочої збірної, а також кандидатом у майстри спорту не лише з класичного, а й з пляжного волейболу, адже неодноразово ставала чемпіонкою України саме з цього виду.
У сезоні 2022/23 захищала кольори клубу першої ліги «Новатор» (Хмельницький).